# ALEX.UA
«ALEX.UA» — запорожская региональная телекомпания, вещавшая на территории Запорожья и Запорожской области. Вышла в эфир в 1990 году.
Название канала произошло от прежнего названия Запорожья (Александровск).
Технические данные:
- 22 ДМВ канал, мощность передатчика — 1 КВт;
- Лицензионное время вещания — 24 часа в сутки
- Формат вещания — SECAM
- Радиус уверенного приема — 170 км. Сигнал принимают жители г. Запорожье и Запорожской области.
- язык вещания — русский и украинский, охват аудитории — 1,5 млн человек;

Телекомпания «ALEX.UA» является самым крупным в регионе производителем авторских программ (55 авторских телепроектов). Целевая аудитория — все слои населения.
Телеканал «ALEX.UA» — социально ответственный канал, еженедельно в прямом эфире выходят проекты медицинской, юридической, социальной направленности. Ежедневно производит новости в прямом эфире, использует мини-ПТС для проведения прямых включений из города, использует систему интерактивного голосования для проведения опросов общественного мнения в прямом эфире.

## Программы
| - «ALEX INFORM» - «ALEX SPORT» - «АЛЕКС Погода» - «Антиномия» - «Доктор on-line» - «DE JURE. С точки зрения закона» - «Смачного» - «АЛЕКС Афиша» - «ProАвто» - «Сфера интересов» - «Коммуналка» - «Любимое Запорожье» - «GoodDog» - «Назад в будущее» | - «Лаборатория дизайна» - «Кино news» - «Линия стиля» - «Герои земли запорожской» - «Караван» - «Экспонат» - «Под покровом Богородицы» - «Я так думаю» - «Країна Всезнайка» - «Світ ідей для дітей» - «Я люблю английский» - «Страницы из истории авиации» - «С мира по факту» - «Культпросвет» |